# Southeastern Conference
La Southeastern Conference (SEC) (español: Conferencia del sureste) es una conferencia de la División I de la NCAA, con base oficial en Birmingham, Alabama. 
Los deportes practicados en esta conferencia son: béisbol, baloncesto, fútbol americano, campo a través, fútbol, golf, softbol, gimnasia, natación y saltos, remo, voleibol, tenis y equitación.
Desde 1994 hasta 2016, el último juego de fútbol de la SEC se jugó en el Georgia Dome. Desde 2017, se jugó en el reemplazo de Georgia Dome, Mercedes-Benz Stadium. El equipo campeón a menudo clasifica al BCS National Championship Game, donde han ganado la mayoría de las ediciones. En caso l siguiente equipo más destacado juega el Sugar Bowl ante otro equipo de primer nivel.
El 30 de julio de 2021, la SEC anunció que la Universidad de Oklahoma y la Universidad de Texas en Austin se unirían a la conferencia en 2025. Las dos universidades y la Big 12 Conference llegaron a un acuerdo de compra que permite a las universidades unirse a la SEC en 2024.

## Miembros

### Miembros actuales
| Logo | Institución                     | Localización               | Tipo    | Equipo       | Año de unión |
| ---- | ------------------------------- | -------------------------- | ------- | ------------ | ------------ |
|      | Universidad de Alabama          | Tuscaloosa, Alabama        | Pública | Crimson Tide | 1932         |
|      | Universidad de Arkansas         | Fayetteville, Arkansas     | Pública | Razorbacks   | 1991         |
|      | Universidad de Auburn           | Auburn, Alabama            | Pública | Tigers       | 1932         |
|      | Universidad de la Florida       | Gainesville, Florida       | Pública | Gators       | 1932         |
|      | Universidad de Georgia          | Athens, Georgia            | Pública | Bulldogs     | 1932         |
|      | Universidad de Kentucky         | Lexington, Kentucky        | Pública | Wildcats     | 1932         |
|      | Universidad Estatal de Luisiana | Baton Rouge, Luisiana      | Pública | Tigers       | 1932         |
|      | Universidad Estatal de Misisipi | Starkville, Misisipi       | Pública | Bulldogs     | 1932         |
|      | Universidad de Misuri           | Columbia, Misuri           | Pública | Tigers       | 2012         |
|      | Universidad de Oklahoma         | Norman, Oklahoma           | Pública | Sooners      | 2024         |
|      | Universidad de Misisipi         | Oxford, Misisipi           | Pública | Rebels       | 1932         |
|      | Universidad de Carolina del Sur | Columbia, Carolina del Sur | Pública | Gamecocks    | 1991         |
|      | Universidad de Tennessee        | Knoxville, Tennessee       | Pública | Volunteers   | 1932         |
|      | Universidad de Texas en Austin  | Austin, Texas              | Pública | Longhorns    | 2024         |
|      | Universidad de Texas A&M        | College Station, Texas     | Pública | Aggies       | 2012         |
|      | Universidad Vanderbilt          | Nashville, Tennessee       | Privada | Commodores   | 1932         |

### Miembros antiguos
| Institución                        | Localización            | Equipo         | Tipo    | Año de unión | Año de salida | Conferencia actual                                  |
| ---------------------------------- | ----------------------- | -------------- | ------- | ------------ | ------------- | --------------------------------------------------- |
| Universidad del Sur                | Sewanee, Tennessee      | Tigers         | Privada | 1932         | 1940          | Southern Athletic Association (Div. III de la NCAA) |
| Instituto de Tecnología de Georgia | Atlanta, Georgia        | Yellow Jackets | Pública | 1932         | 1964          | Atlantic Coast Conference                           |
| Universidad Tulane                 | Nueva Orleans, Luisiana | Green Wave     | Privada | 1932         | 1966          | American Athletic Conference                        |

## Palmarés nacional
| Fútbol americano (35) 1934 - Alabama 1941 - Alabama 1942 - Georgia 1946 - Georgia 1950 - Kentucky 1951 - Tennessee 1952 - Georgia Tech 1957 - Auburn 1958 - LSU 1960 - Ole Miss 1961 - Alabama 1962 - Ole Miss 1964 - Alabama 1965 - Alabama 1973 - Alabama 1978 - Alabama 1979 - Alabama 1980 - Georgia 1992 - Alabama 1996 - Florida 1998 - Tennessee 2003 - LSU 2006 - Florida 2007 - LSU 2008 - Florida 2009 - Alabama 2010 - Auburn 2011 - Alabama 2012 - Alabama 2015 - Alabama 2017 - Alabama 2019 - LSU 2020 - Alabama 2021 - Georgia 2022 – Georgia Baloncesto masculino (12) 1948 - Kentucky 1949 - Kentucky 1951 - Kentucky 1958 - Kentucky 1978 - Kentucky 1994 - Arkansas 1996 - Kentucky 1998 - Kentucky 2006 - Florida 2007 - Florida 2012 - Kentucky 2025 - Florida Baloncesto femenino (12) 1987 - Tennessee 1989 - Tennessee 1991 - Tennessee 1996 - Tennessee 1997 - Tennessee 1998 - Tennessee 2007 - Tennessee 2008 - Tennessee 2017 - South Carolina 2022 – South Carolina 2023 – LSU 2024 – South Carolina Béisbol (16) 1990 - Georgia 1991 - LSU 1993 - LSU 1996 - LSU 1997 - LSU 2000 - LSU 2009 - LSU 2010 - South Carolina 2011 - South Carolina 2014 - Vanderbilt 2017 - Florida 2019 - Vanderbilt 2021 - Mississippi State 2022 - Ole Miss 2023 - LSU 2024 - Tennessee |  | Sóftbol (3) 2012 - Alabama 2014 - Florida 2015 - Florida Atletismo cubierta masculino (20) 1992 - Arkansas 1993 - Arkansas 1994 - Arkansas 1995 - Arkansas 1997 - Arkansas 1998 - Arkansas 1999 - Arkansas 2000 - Arkansas 2001 - LSU 2002 - Tennessee 2003 - Arkansas 2004 - LSU 2005 - Arkansas 2006 - Arkansas 2010 - Florida 2011 - Florida 2012 - Florida 2013 - Arkansas 2017 - Texas A&M 2018 - Florida Atletismo cubierta femenino (21) 1987 - LSU 1989 - LSU 1991 - LSU 1992 - Florida 1993 - LSU 1994 - LSU 1995 - LSU 1996 - LSU 1997 - LSU 2002 - LSU 2003 - LSU 2004 - LSU 2005 - Tennessee 2009 - Tennessee 2015 - Arkansas 2018 - Georgia 2019 - Arkansas 2021 - Arkansas 2022 - Florida 2023 - Arkansas 2024 - Arkansas Atletismo masculino (21) 1933 - LSU 1974 - Tennessee 1989 - LSU 1990 - LSU 1991 - Tennessee 1992 - Arkansas 1993 - Arkansas 1994 - Arkansas 1995 - Arkansas 1996 - Arkansas 1997 - Arkansas 1998 - Arkansas 1999 - Arkansas 2001 - Tennessee 2002 - LSU 2003 - Arkansas 2012 - Florida 2013 - Florida y Texas A&M 2016 - Florida 2017 - Florida 2018 - Georgia |  | Atletismo femenino (17) 1987 - LSU 1988 - LSU 1989 - LSU 1990 - LSU 1991 - LSU 1992 - LSU 1993 - LSU 1994 - LSU 1995 - LSU 1996 - LSU 1997 - LSU 2000 - LSU 2002 - South Carolina 2003 - LSU 2006 - Auburn 2008 - LSU 2014 - Texas A&M 2019 - Arkansas Campo a través masculino (7) 1972 - Tennessee 1992 - Arkansas 1993 - Arkansas 1995 - Arkansas 1998 - Arkansas 1999 - Arkansas 2000 - Arkansas Campo a través femenino (1) 1988 - Kentucky Fútbol femenino (1) 1998 - Florida Voleibol femenino (1) 2020–21 - Kentucky Golf masculino (13) 1940 - LSU 1942 - LSU 1947 - LSU 1955 - LSU 1968 - Florida 1973 - Florida 1993 - Florida 1999 - Georgia 2001 - Florida 2005 - Georgia 2013 - Alabama 2014 - Alabama 2015 - LSU Golf femenino (5) 1995 - Florida 1996 - Florida 2001 - Georgia 2012 - Alabama 2021 - Ole Miss |  | Natación y saltos masculino (12) 1978 - Tennessee 1983 - Florida 1984 - Florida 1997 - Auburn 1999 - Auburn 2003 - Auburn 2004 - Auburn 2005 - Auburn 2006 - Auburn 2007 - Auburn 2009 - Auburn 2025 - Texas Natación y saltos femenino (14) 1982 - Florida 1999 - Georgia 2000 - Georgia 2001 - Georgia 2002 - Auburn 2003 - Auburn 2004 - Auburn 2005 - Georgia 2006 - Auburn 2007 - Auburn 2010 - Florida 2013 - Georgia 2014 - Georgia 2016 - Georgia Tenis masculino (7) 1959 - Tulane 1985 - Georgia 1987 - Georgia 1999 - Georgia 2001 - Georgia 2007 - Georgia 2008 - Georgia Tenis femenino (10) 1992 - Florida 1994 - Georgia 1996 - Florida 1998 - Florida 2000 - Georgia 2003 - Florida 2011 - Florida 2012 - Florida 2015 - Vanderbilt 2017 - Florida Gimnasia femenino (20) 1987 - Georgia 1988 - Alabama 1989 - Georgia 1991 - Alabama 1993 - Georgia 1996 - Alabama 1998 - Georgia 1999 - Georgia 2002 - Alabama 2005 - Georgia 2006 - Georgia 2007 - Georgia 2008 - Georgia 2009 - Georgia 2011 - Alabama 2012 - Alabama 2013 - Florida 2014 - Florida 2015 - Florida 2024 - LSU 2025 - Oklahoma Boxeo masculino (1) 1949 - LSU Bowling femenino (3) 2007 - Vanderbilt 2018 - Vanderbilt 2023 - Vanderbilt Tiro deportivo (4) 2011 - Kentucky 2018 - Kentucky 2021 - Kentucky 2022 - Kentucky |